# Bert Derkoningen
Bert Derkoningen (10 juli 1982) is een Belgisch voormalig volleyballer.

## Levensloop
Derkoningen groeide op in Leuven en Mechelen, alvorens hij op 12-jarige leeftijd in Maaseik belandde. Hij begon er met volleyballen bij de jeugdafdeling van VC Maaseik. Omwille van zijn studies politieke wetenschappen aan de VUB en vervolgens RUG verliet hij de club. Wel bleef hij volleyballen eerst bij Envol Mortroux en vervolgens bij VC Haasrode-Leuven. In 2007 keerde hij terug naar VC Maaseik. Met deze club werd hij viermaal landskampioen (2008, 2009, 2011 en 2012) en bekerwinnaar (2008, 2009, 2010 en 2012). Ook won hij viermaal met Maaseik de Supercup en behaalde hij in 2008 de finale (tegen het Italiaanse Mezza Roma Volley) en in 2010 de halve finale van de CEV Cup. In 2011 strandde de club op een zucht van de 'final four' in de Champions League, na nipt verlies tegen het Poolse Jastrzebski Wegiel.
In maart 2015 werd hij bij deze club op non-actief gezet nadat hij tijdens de play-offs afwezig was gebleven tijdens de wedstrijd tegen VVC Antwerpen. Eerder dat seizoen was hij ook reeds een maand geschorst geweest door zijn ploeg na een conflict op training met toenmalige coach Erik Verstraten.
Daarnaast was hij actief bij het Belgisch volleybalteam. Met de Red Dragons nam hij onder meer deel aan het wereldkampioenschap van 2014 en het Europees kampioenschap van 2013.
Na zijn spelerscarrière was hij actief als coach bij VC Puurs, een functie die hij uitoefende van 2017 tot 2019.